# Kloster Deghdznut

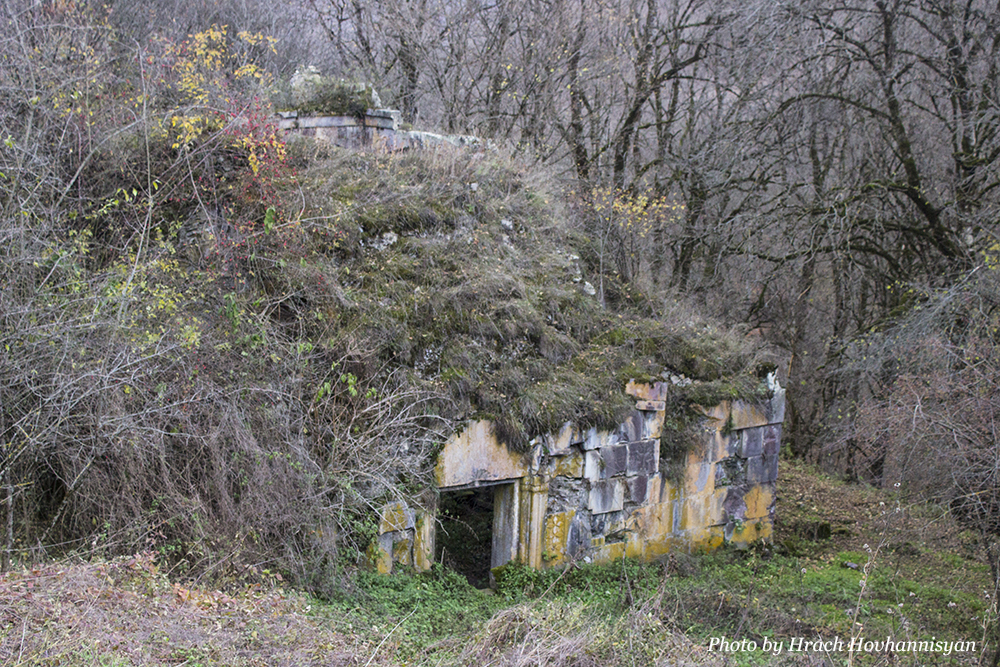
Kloster Deghdznut

Das Kloster Deghdznut (armenisch Դեղձուտի վանք Deghndsuti Wank) ist ein ehemaliges Kloster der Armenischen Apostolischen Kirche. Es liegt etwa neun Kilometer südöstlich des Dorfes Acharkut in der Provinz Tawusch im Nordosten von Armenien. Es liegt in den Wäldern am Ufer des Khndzorkut-Flusses. Heute ist es eine Ruine.

## Geschichte
Der Archimandrit Arakel aus der kilikischen Stadt Tarsus gründete das Kloster im 13. Jahrhundert. Er wurde nach seinem Tod (1292) in Deghdznut begraben und sein Grabstein blieb in Fragmenten erhalten.

## Baubeschreibung

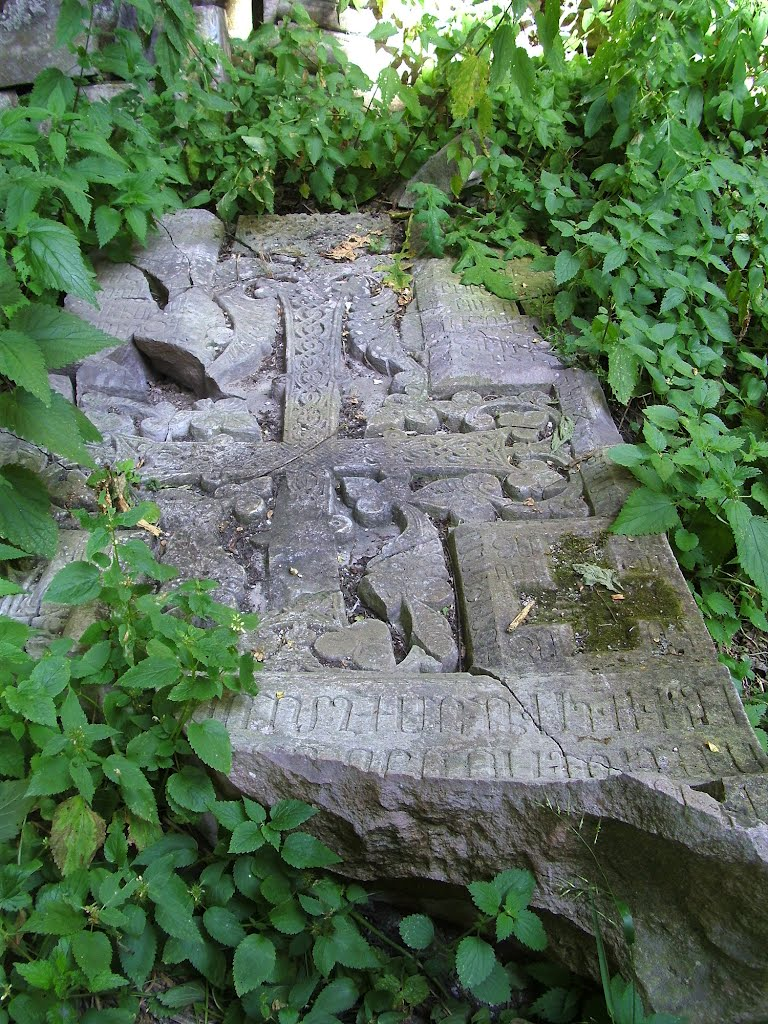
Chatschkar

Zum Klosterkomplex gehören eine Kirche mit einem Gavit, eine kleine Kapelle, die von einem Friedhof und den Ruinen des gleichnamigen ehemaligen Dorfes (Deghdznut) umgeben ist. Das genaue Baujahr des Hauptkirche ist unbekannt. Sie wird auf das 8. Jahrhundert datiert und könnte damit älter als das Kloster selbst und etwa gleichalt wie das Kloster von Taghdzank sein. Das Bauwerk ist eine Kreuzkuppelkirche. Sie wurde aus fein gehauenem rosafarbenen Tuffstein erbaut. Das Dach ruht auf einem für armenische Kirchen dieser Zeit typischen Kreuzgewölbe. Ihre Außenwände sind reich mit Bögen verziert. Das Dach der Kirche wird von vier Halbsäulen getragen, die auch als Lager für die zerstörte Kuppel dienten.
Der Altar steht an der Ostseite des Gebäudes. Dort befindet sich auch der Aufgang zum zweiten Stock des Gebäudes. Der Altar wird von Säulen flankiert. Ebenfalls an der Ostseite befinden sich zwei Nebenkapellen. Der Gavit ist der Kirche westlich vorgebaut. Er wurde in den Jahren 1258 bis 1274 ebenfalls aus rosa Tuffstein gefertigt und ist heute weitgehend verfallen. Die Vorhalle hat einen rechteckigen Grundriss. Ihr Dach wird von zwei Paaren sich kreuzender Gewölbe getragen. Im Zentrum des Daches gibt es eine Öffnung, durch die Licht in das Innere des Gebäudes gelangen konnte. Dach und Boden sind mit Fliesen ausgelegt. Im Inneren des Gavits gibt es viele Chatschkare (kunstvoll behauene Gedächtnissteine mit einem Reliefkreuz in der Mitte, das von geometrischen und pflanzlichen Motiven umgeben ist). Den wichtigsten schufen die mittelalterlichen Meister Petros (Peter) und Qaghaq. Auf ihm wird die Gründung des Klosters beschrieben. Von den Portalen des Gavits hat das zur Kirche führende offene Ostportal einen hohen künstlerischen Wert. Das Kreuz auf dem Türsturz über dem Eingang ist mit zierlichen Pflanzen und geometrischen Ornamenten geschmückt. Auch das Westportal ist reich verziert.
Die Kapelle steht etwa 20 Meter nordöstlich der Hauptkirche. Sie wurde mehrmals rekonstruiert.